# 茜結
茜 結（あかね ゆい、1979年2月6日 - ）は、日本の女優、グラビアアイドル。

## 略歴
2016年にグラビア活動を始め、「ミスフラッシュ2017」に参加。
2017年には雑誌『BITTER』のグラビアオーディションで優勝。
2017年1stDVDを発売。
2019年2ndDVDを発売。
2020年2月、芸能事務所ワイエムエヌに所属。2022年に退社している。

## 人物
- 身長　145cm
- スリーサイズ　B86 W59 H81
- 特技　歌う事・演技・ナレーション
- 高1と19歳の2人の子供をもつバツ3のシングルマザー。

## DVD
- 2017年9月 『ONE DAY』（マイロール）
- 2019年9月 『赤裸々な想い あなたに伝えたくて』（イーネットフロンティア）

## 出演

### 舞台
- TOMOIKEプロデュース「詐欺パパ」（2021年7月15日 - 7月19日、駅前劇場）